# 시리얼 부착 SCSI
시리얼 부착 SCSI(Serial Attached SCSI, SAS)는 하드 드라이브와 테이프 드라이브처럼 컴퓨터 기억 장치로 데이터를 송수신할 수 있는 점대점 직렬 프로토콜이다. SAS는 1980년대 중순에 처음 등장한 병렬 SCSI 버스 기술을 대체한다. SAS는 SATA, 버전 2 이후와의 하위 호환성을 제공한다. SATA 드라이브를 SAS 백플레인에 연결할 수 있다. 그러나 반대로 연결하는 것은 불가능하다.

## 역사
- SAS-1: 3.0 Gbit/s: 2004년 도입[3]
- SAS-2: 6.0 Gbit/s: 2009년 2월 이후로 이용 가능
- SAS-3: 12.0 Gbit/s: 2013년 3월 이후로 이용 가능
- SAS-4: 22.5 Gbit/s:[4] 개발 중이며 2017년으로 예측됨.[3]

## 특징

SAS 계층 구조.

### 기술적 상세 내용
SAS는 다음의 세 가지 전송 프로토콜로 이루어진다:
- SSP (Serial SCSI Protocol) - SCSI 장치와의 명령 수준의 통신
- STP (Serial ATA Tunneling Protocol) - SATA 장치와의 명령 수준의 통신
- SMP (Serial Management Protocol) - SAS 패브릭 관리

링크 및 PHY 계층의 경우, SAS는 저만의 프로토콜을 정의한다.